# Camping World RV Service 300
Das Camping World RV Service 300 ist ein Autorennen in der NASCAR Nationwide Series auf dem Auto Club Speedway in Fontana, Kalifornien. Es wird seit der Saison 2004 ausgetragen und ist das zweite Saisonrennen auf diesem Speedway. Das erste ist das Stater Brothers 300.

## Sieger
- 2010: Kyle Busch
- 2008: Joey Logano
- 2008: Kyle Busch
- 2007: Greg Biffle
- 2006: Carl Edwards
- 2005: Kasey Kahne
- 2004: Jeff Burton